# Rajd Sardynii

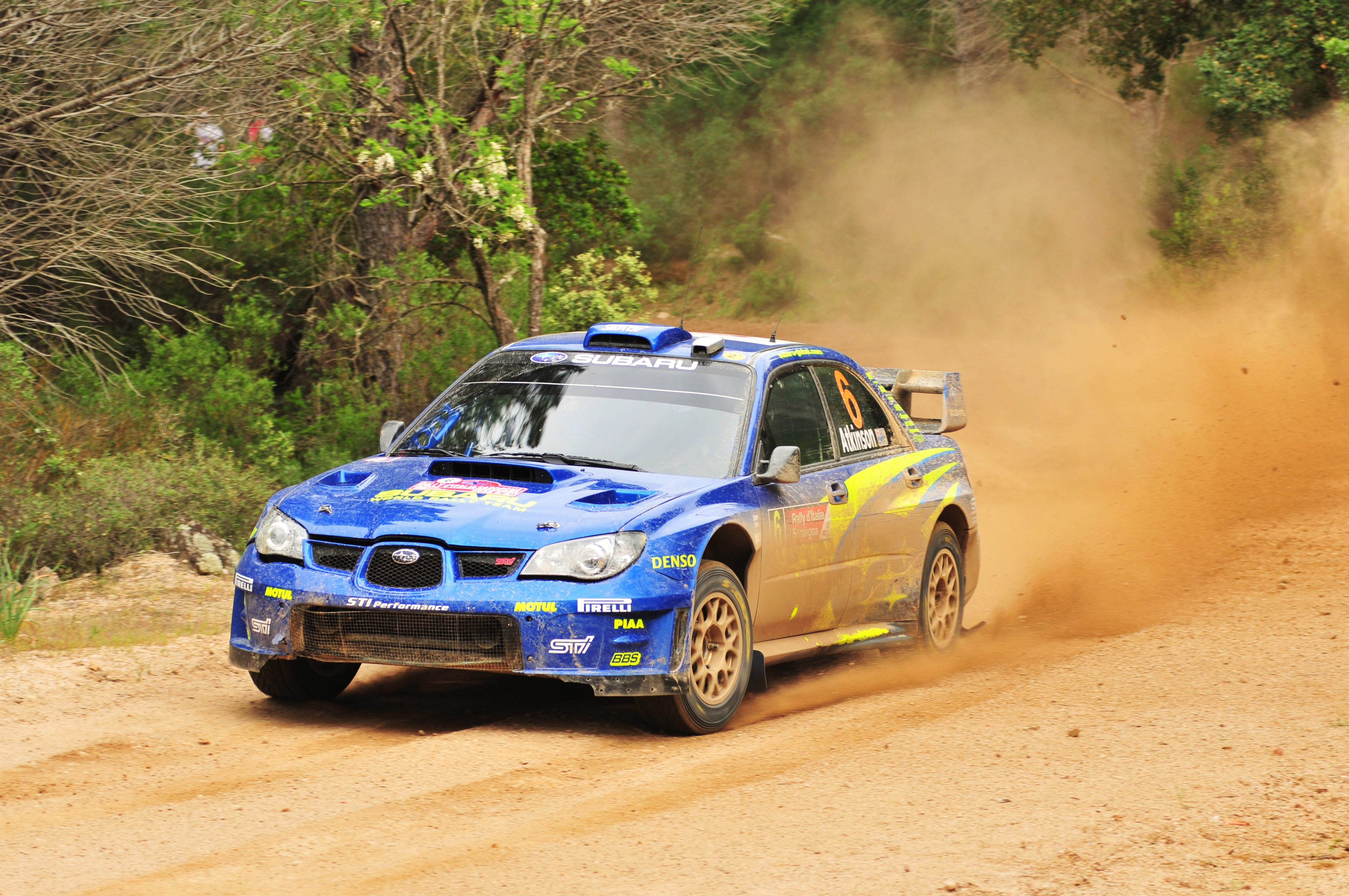
Chris Atkinson podczas Rajdu Sardynii 2008

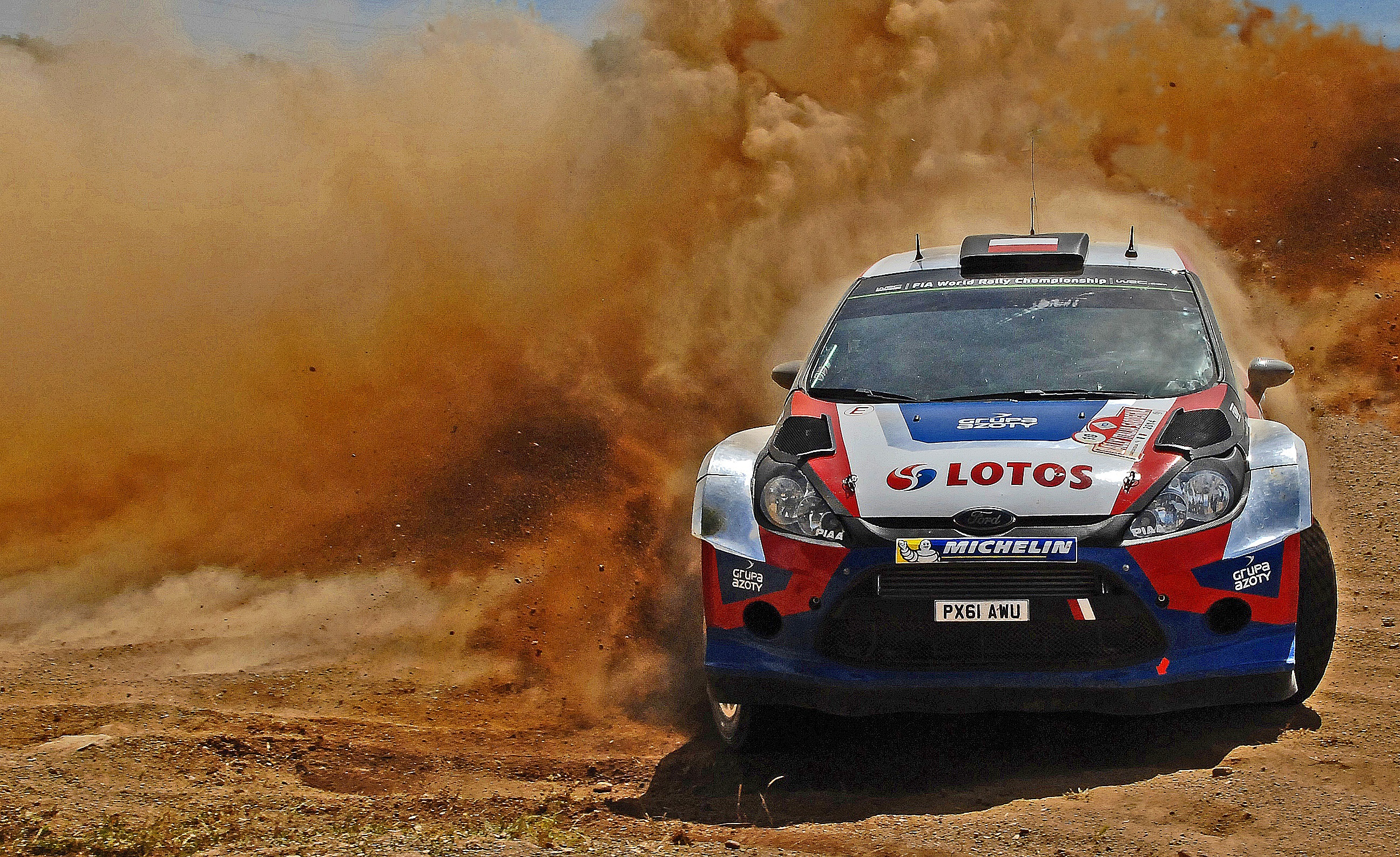
Robert Kubica podczas Rajdu Sardynii 2014

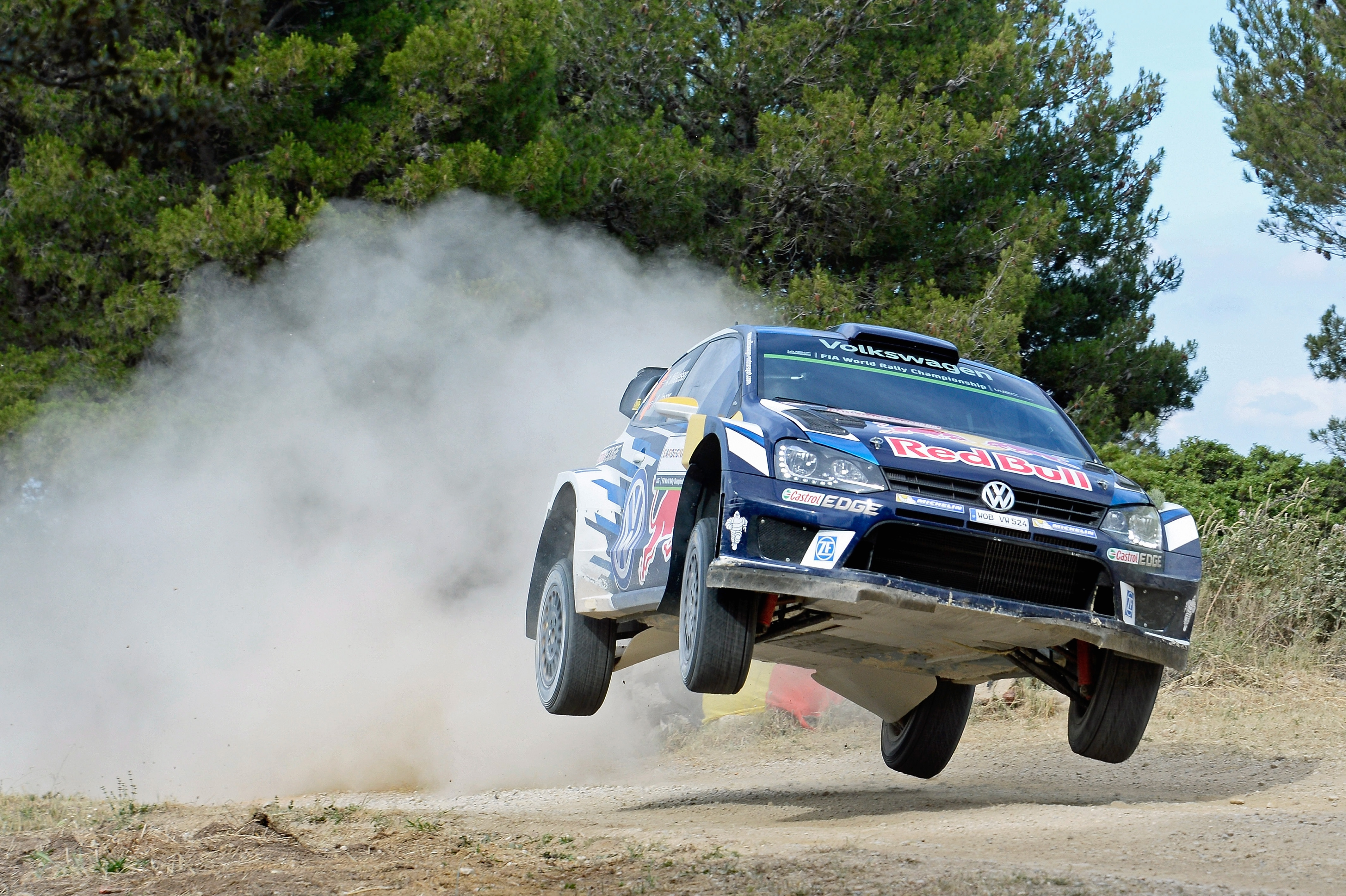
Andreas Mikkelsen podczas Rajdu Sardynii 2016

Rajd Sardynii (oficjalnie Rally d’Italia Sardegna) – rajd samochodowy organizowany na wyspie Sardynii w okolicach Olbii, która jest bazą rajdu, we Włoszech. Odbywa się on w większości na szutrowych drogach.
Od roku 2004 występuje pod nazwą Rajd Włoch - Sardynia, wcześniej (przed sezonem 2004) status Rajdu Włoch miał Rajd San Remo, który jest imprezą odbywającą się na odcinkach asfaltowych.

## Zwycięzcy[1]
| Rok  | Nazwa rajdu                       | Kierowca           | Pilot             | Samochód               | Kategoria |
| ---- | --------------------------------- | ------------------ | ----------------- | ---------------------- | --------- |
| 2004 | 1º Supermag Rally Italia Sardinia | Petter Solberg     | Phil Mills        | Subaru Impreza WRC     | WRC       |
| 2005 | 2º Supermag Rally Italia Sardinia | Sébastien Loeb     | Daniel Elena      | Citroën Xsara WRC      | WRC       |
| 2006 | 3º Rally d’Italia Sardegna        | Sébastien Loeb     | Daniel Elena      | Citroën Xsara WRC      | WRC       |
| 2007 | 4º Rally d’Italia Sardegna        | Marcus Grönholm    | Timo Rautiainen   | Ford Focus WRC         | WRC       |
| 2008 | 5º Rally d’Italia Sardegna        | Sébastien Loeb     | Daniel Elena      | Citroën C4 WRC         | WRC       |
| 2009 | 6º Rally d’Italia Sardegna        | Jari-Matti Latvala | Miikka Anttila    | Ford Focus WRC         | WRC       |
| 2010 | 7º Rally d’Italia Sardegna        | Juho Hänninen      | Mikko Markkula    | Škoda Fabia S2000      | IRC       |
| 2011 | 8º Rally d’Italia Sardegna        | Sébastien Loeb     | Daniel Elena      | Citroën DS3 WRC        | WRC       |
| 2012 | 9º Rally d’Italia Sardegna        | Mikko Hirvonen     | Jarmo Lehtinen    | Citroën DS3 WRC        | WRC       |
| 2013 | 10º Rally d’Italia Sardegna       | Sébastien Ogier    | Julien Ingrassia  | Volkswagen Polo R WRC  | WRC       |
| 2014 | 11º Rally d’Italia Sardegna       | Sébastien Ogier    | Julien Ingrassia  | Volkswagen Polo R WRC  | WRC       |
| 2015 | 12º Rally d’Italia Sardegna       | Sébastien Ogier    | Julien Ingrassia  | Volkswagen Polo R WRC  | WRC       |
| 2016 | 13º Rally d’Italia Sardegna       | Thierry Neuville   | Nicolas Gilsoul   | Hyundai i20 WRC        | WRC       |
| 2017 | 14. Rally Italia Sardegna         | Ott Tänak          | Martin Järveoja   | Ford Fiesta WRC        | WRC       |
| 2018 | 15. Rally Italia Sardegna         | Thierry Neuville   | Nicolas Gilsoul   | Hyundai i20 Coupe WRC  | WRC       |
| 2019 | 16. Rally Italia Sardegna         | Dani Sordo         | Carlos del Barrio | Hyundai i20 Coupe WRC  | WRC       |
| 2020 | 17. Rally Italia Sardegna         | Dani Sordo         | Carlos del Barrio | Hyundai i20 Coupe WRC  | WRC       |
| 2021 | 18. Rally Italia Sardegna         | Sébastien Ogier    | Julien Ingrassia  | Toyota Yaris WRC       | WRC       |
| 2022 | 19. Rally Italia Sardegna         | Ott Tänak          | Martin Järveoja   | Hyundai i20 N Rally1   | WRC       |
| 2023 | 20. Rally Italia Sardegna         | Thierry Neuville   | Martijn Wydaeghe  | Hyundai i20 N Rally1   | WRC       |
| 2024 | 21. Rally Italia Sardegna         | Ott Tänak          | Martin Järveoja   | Hyundai i20 N Rally1   | WRC       |
| 2025 | 22. Rally Italia Sardegna         | Sébastien Ogier    | Vincent Landais   | Toyota GR Yaris Rally1 | WRC       |

- IRC – Intercontinental Rally Challenge
- WRC – Rajdowe mistrzostwa świata